# 31883 Susanstern
31883 Susanstern è un asteroide della fascia principale. Scoperto nel 2000, presenta un'orbita caratterizzata da un semiasse maggiore pari a 2,4203817 UA e da un'eccentricità di 0,0940220, inclinata di 7,07457° rispetto all'eclittica.